# Energía Eléctrica de Cataluña
Energía Eléctrica de Cataluña, S. A., fue una empresa española dedicada a la generación y distribución de energía eléctrica. Fundada en Barcelona en 1911, tuvo un papel fundamental en la electrificación de Cataluña, junto a Barcelona Traction, compañía que la adquirió en 1923. 

## Historia
Energía Eléctrica de Cataluña se constituyó en Barcelona, el 18 de noviembre de 1911, por impulso de Emilio Riu, quien a través de su cuñado, Cristóbal Massó, había obtenido una concesión hidráulica en la Vall Fosca.
Al no encontrar financiación en el resto de las comunidades autónomas de España, Riu tuvo que recurrir al capital extranjero para la constitución de Energía Eléctrica de Cataluña. En especial, de la Compagnie Générale d’Électricité francesa, que aportó 4.700.000 pesetas en acciones del capital inicial de la sociedad. Otras 3.700.000 pesetas pertenecía a la Société Suisse d'Industrie Electrique (INDELEC) y el resto de acciones quedaron, en su mayoría, a manos de Riu y Massó.
En los primeros años la actividad se centró en la construcción de centrales hidroeléctricas en la Vall Fosca y, en concreto, en la cuenca del río Flamisell y en su cabecera, los lagos de Cabdella, un complejo sistema formado por 27 lagos de origen glaciar, situados a más de 2000 metros de altitud. Las obras de la central de Cabdella se iniciaron en 1912 bajo la dirección de la compañía suiza Locher et Cie. En 1914 la central entró en servicio con cuatro de las siete turbinas proyectadas; al mismo tiempo también se puso en funcionamiento, parcialmente, la línea de transporte a Barcelona, con una tensión de 80 kV.
De forma paralela a las obras de Cabdella, en 1912 Energía Eléctrica de Cataluña inició también la construcción de una central térmica de carbón en San Adrián de Besós, junto a la desembocadura del río Besós. Se conectó a la red el 23 de marzo de 1913. Aunque el proyecto inicial contemplaba ocho turboalternadores, entró en servicio únicamente con dos, con una potencia total de 7,5 MW cada uno.
A finales de 1912 Energía Eléctrica de Cataluña realizó una ampliación de capital, que suscribió completamente Barcelona Traction, que hasta ese momento era su gran competidora en el mercado eléctrico catalán. De este modo, «la Canadiense» se hizo con el 49% de Energía Eléctrica de Cataluña y situó a seis de sus ejecutivos -entre ellos Frederick Stark Pearson- entre los trece miembros del consejo directivo de la compañía. Este hecho puso fin a la guerra de precios entre ambas compañías, pactando unas tarifas monopolistas y repartiéndose territorialmente el mercado catalán, de modo que Energía Eléctrica de Cataluña se quedó el sector nordeste. Así mismo, las dos compañías firmaron un acuerdo para comprarse los excedentes de producción.
Energía Eléctrica de Cataluña continuó con la construcción de centrales de salto, que aprovechaban los grandes desniveles de la cuenca del Flamisell. El segundo salto, la central de Molino, se empezó a construir en 1916 y se conectó a la red en 1919. Un tercer salto, a la altura de Puebla de Segur, se construyó entre 1918 y 1919.
La actividad expansiva de la compañía se detuvo a partir de 1919, debido a las deudas acumuladas con sus inversores: 21.500.000 pesetas a la Compagnie Générale d’Électricité y 7.800.000 a la Société Suisse d’Industries Électriques, entre otros acreedores. Finalmente, en 1923 Barcelona Traction se hizo con el control de Energía Eléctrica de Cataluña, tras adquirir las participaciones de su accionista mayoritario, la Compagnie Générale d’Électricité. El sistema de producción y transporte de ambas compañías quedó integrado a través de una nueva sociedad, Unión Eléctrica de Cataluña.
En 1948, en una controvertida operación, el grupo Barcelona Traction, formado por un conglomerado de empresas que incluían Energía Eléctrica de Cataluña, fue declarado en quiebra y todos sus activos fueron adquiridos por Fuerzas Eléctricas de Cataluña (Fecsa), sociedad impulsada por Juan March en 1951. En los años siguientes Fecsa llevó a cabo una política de simplificación del complejo entramado empresarial de la antigua Barcelona Traction, que supuso la disolución de la mayor parte de sus filiales. En esta línea, Energía Eléctrica de Cataluña fue absorbida por Fecsa en 1957.

## Centrales

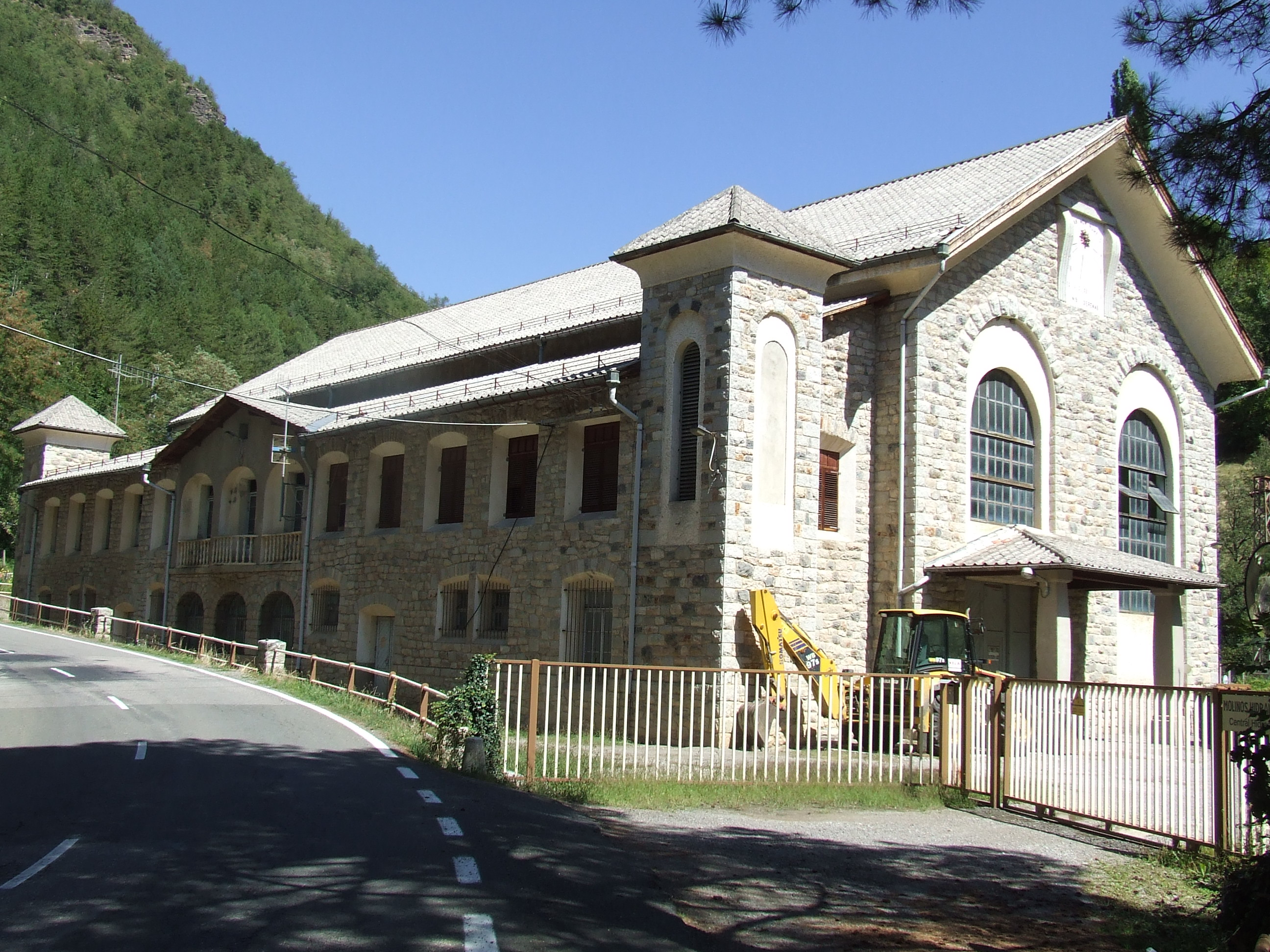
Central de Molinos (1919), en la cuenca del Flamisell.

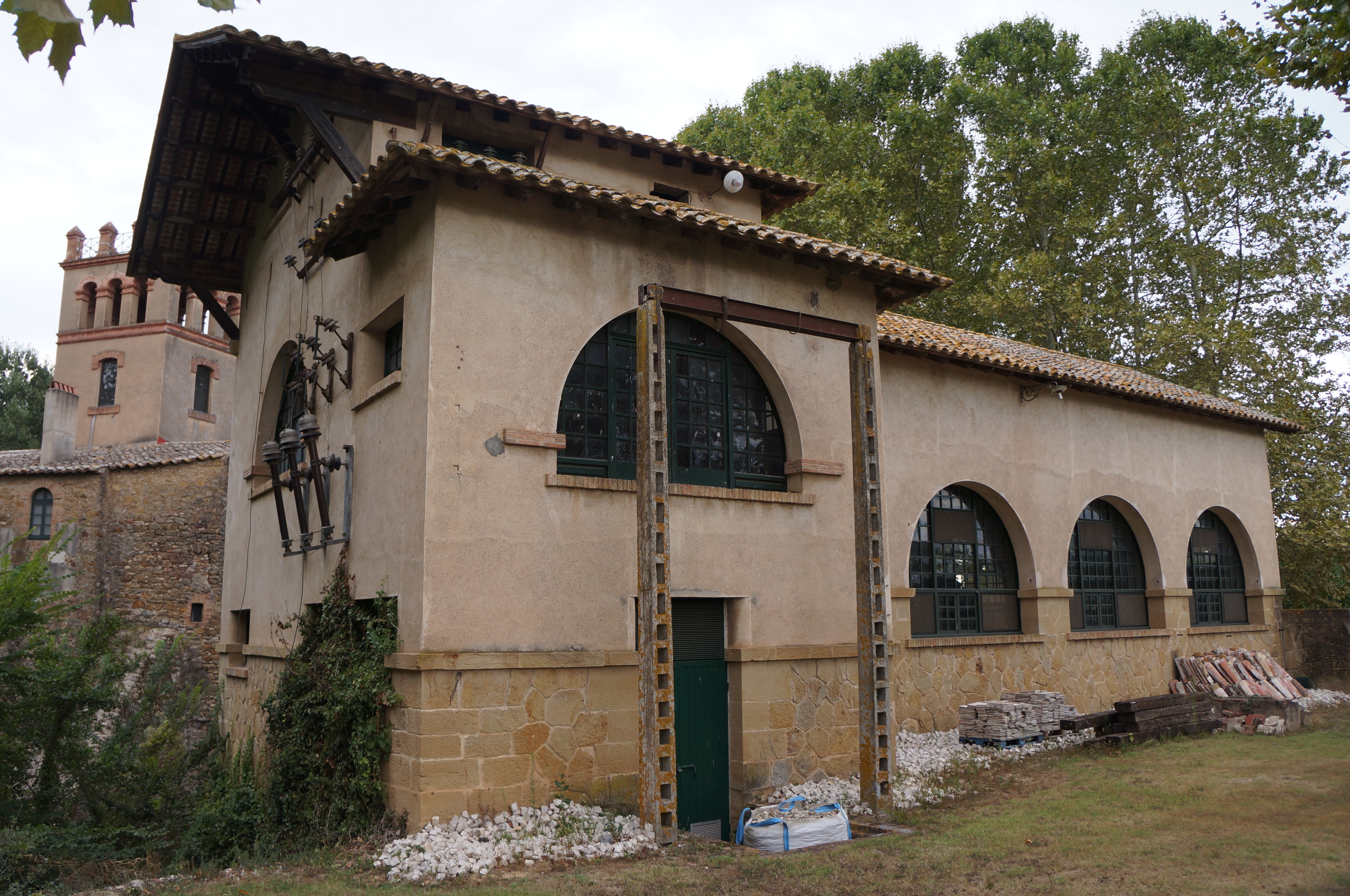
Central de Vinyals, en Flassá (1923).

Centrales de Energía Eléctrica de Cataluña en 1923, al momento de su compra por Barcelona Traction.
| Central             | Tipo           | Año  | Potencia (CV) |
| ------------------- | -------------- | ---- | ------------- |
| Capdella            | Hidroeléctrica | 1914 | 26000         |
| Sau                 | Hidroeléctrica | 1914 | 100           |
| San Adrián          | Térmica        | 1914 | 40000         |
| Molinos             | Hidroeléctrica | 1919 | 20000         |
| La Pobla (*)        | Hidroeléctrica | 1920 | 24000         |
| Freser Superior     | Hidroeléctrica | 1916 | 6600          |
| Freser Inferior     | Hidroeléctrica | 1916 | 1750          |
| El Molí (*)         | Hidroeléctrica | 1916 | 1720          |
| Rialb               | Hidroeléctrica | 1916 | 1650          |
| Daió                | Hidroeléctrica | 1916 | 1650          |
| Carburos            | Hidroeléctrica | 1916 | 1220          |
| Hilados             | Hidroeléctrica | 1916 | 1220          |
| El Pasteral         | Hidroeléctrica | 1917 | 1600          |
| Vic (*)             | Térmica        | 1918 | 1100          |
| Sant Miquel del Fai | Hidroeléctrica | 1921 | 450           |
| Flaçà               | Hidroeléctrica | 1923 | 500           |

(*) Centrales que no pertenecían a EEC pero le vendían toda su producción.